# Александър Димитров (комунист)
Вижте пояснителната страница за други личности с името Александър Димитров.
Александър Димитров Николов (Сашо) е български политик, активен деец на Работническия младежки съюз (РМС) и на Българската комунистическа партия. Участник в Съпротивителното движение по време на Втората световна война. Един от Петимата от РМС.

## Биография
Роден през 1909 година в солунското село Бугариево, което през 1913 година попада в Гърция. Изселва се в България и работи като тютюноработник в Пловдив. През 1927 година става един от съорганизаторите на ремсовата организация в града, а през 1932 година - секретар на организационния комитет на РМС в Пловдив. От края на 1932 година е член на Централния комитет на РМС. Тази длъжност заема до 1934 г. и работи известно време в София. Завършва Международна ленинска школа в Москва (1934-1936). Работи и за единен младежки фронт в България. Делегат е на Парижката международна младежка конференция за мир през 1937 година. Eдин от ръководителите на голямата стачка на пловдивските тютюноработници през 1940 г. Секретар на ЦК на РМС от 1939 до 1941 година. От февруари 1941 година е член на ЦК на БРП(к). През 1941 – 1943 година е концлагерист в лагерите Гонда вода и Кръстополе. От началото на 1944 година е на организационна работа в Пловдив. Развива и журналистическа дейност в младежкия вестник „Жар“ (1936), нелегалния вестник „Младежка искра“ (1940-1944) и списание „Трезвост и култура“ (1935-1936). Убит е в сражение с полицията.